# Fußballclub Hansa Rostock 2015-2016
Questa voce raccoglie le informazioni riguardanti il Fußballclub Hansa Rostock nelle competizioni ufficiali della stagione 2015-2016.

## Stagione
Nella stagione 2015-2016 l'Hansa Rostock, allenato da Karsten Baumann e Christian Brand, concluse il campionato di 3. Liga al 10º posto. In Coppa di Germania l'Hansa Rostock fu eliminato al primo turno dal Kaiserslautern.

## Rosa
| N. |                        | Ruolo | Calciatore            |
| -- | ---------------------- | ----- | --------------------- |
| 1  | Germania (bandiera)    | P     | Marcel Schuhen        |
| 2  | Germania (bandiera)    | D     | Markus Gröger         |
| 3  | Germania (bandiera)    | D     | Marcus Hoffmann       |
| 4  | Germania (bandiera)    | D     | Tommy Grupe           |
| 5  | Germania (bandiera)    | D     | Matthias Henn         |
| 6  | Germania (bandiera)    | C     | Michael Gardawski     |
| 7  | Germania (bandiera)    | D     | Christian Dorda       |
| 8  | Germania (bandiera)    | C     | Ronny Garbuschewski   |
| 9  | Austria (bandiera)     | A     | Julius Perstaller     |
| 10 | Serbia (bandiera)      | C     | Aleksandar Stevanović |
| 10 | Svezia (bandiera)      | A     | Christer Youssef      |
| 11 | Polonia (bandiera)     | A     | Maik Łukowicz         |
| 13 | Germania (bandiera)    | D     | Dennis Erdmann        |
| 14 | Paesi Bassi (bandiera) | A     | Melvin Platje         |
| 15 | Austria (bandiera)     | C     | Marco Kofler          |

| N. |                     | Ruolo | Calciatore            |
| -- | ------------------- | ----- | --------------------- |
| 18 | Germania (bandiera) | D     | Florian Esdorf        |
| 19 | Turchia (bandiera)  | A     | Hasan Ülker           |
| 20 | Germania (bandiera) | C     | Marcel Gottschling    |
| 22 | Germania (bandiera) | P     | Johannes Brinkies     |
| 23 | Germania (bandiera) | A     | Soufian Benyamina     |
| 24 | Germania (bandiera) | C     | Stefan Wannenwetsch   |
| 27 | Germania (bandiera) | P     | Robin Schröder        |
| 28 | Germania (bandiera) | D     | Eric Birkholz         |
| 29 | Germania (bandiera) | C     | Tobias Jänicke        |
| 31 | Germania (bandiera) | C     | Kai Schwertfeger      |
| 33 | Germania (bandiera) | D     | Maximilian Ahlschwede |
| 37 | Svizzera (bandiera) | C     | Stephan Andrist       |
| 38 | Germania (bandiera) | A     | Marcel Ziemer         |
| 39 | Germania (bandiera) | C     | Maik Baumgarten       |

## Organigramma societario
Area tecnica
- Allenatore: Christian Brand
- Allenatore in seconda: Uwe Ehlers
- Preparatore dei portieri: Stefan Karow
- Preparatori atletici: Björn Bornholdt

## Calciomercato

### Sessione estiva
| Acquisti | Acquisti           | Acquisti               | Acquisti |
| R.       | Nome               | da                     | Modalità |
| -------- | ------------------ | ---------------------- | -------- |
| C        | Stephan Andrist    | Sconosciuta            |          |
| A        | Soufian Benyamina  | Wehen Wiesbaden        |          |
| A        | Maik Łukowicz      | Werder Brema II        |          |
| C        | Maik Baumgarten    | Rot-Weiß Erfurt        |          |
| D        | Christian Dorda    | Westerlo               |          |
| D        | Dennis Erdmann     | Dinamo Dresda          |          |
| C        | Michael Gardawski  | Duisburg               |          |
| C        | Marcel Gottschling | Oldenburg              |          |
| D        | Matthias Henn      | Eintracht Braunschweig |          |
| D        | Marcus Hoffmann    | Alemannia Aquisgrana   |          |
| C        | Tobias Jänicke     | Wehen Wiesbaden        |          |
| A        | Julius Perstaller  | Ried                   |          |
| A        | Hasan Ülker        | Sprockhövel            |          |

| Cessioni | Cessioni          | Cessioni             | Cessioni |
| R.       | Nome              | a                    | Modalità |
| -------- | ----------------- | -------------------- | -------- |
| C        | Christian Bickel  | Paderborn            |          |
| D        | Oliver Hüsing     | Werder Brema         |          |
| C        | Julian Jakobs     | TSV Steinbach Haiger |          |
| C        | Robin Krauße      | Carl Zeiss Jena      |          |
| C        | Nico Matern       | Schönberg            |          |
| A        | Halil Savran      | Osnabrück            |          |
| C        | Sascha Schünemann | BFC Dynamo           |          |
| C        | Dennis Srbeny     | BFC Dynamo           |          |
| C        | Manfred Starke    | Carl Zeiss Jena      |          |
| D        | Mikko Sumusalo    | RB Lipsia            |          |
| C        | Denis Weidlich    | Holstein Kiel        |          |

### Sessione invernale
| Acquisti | Acquisti            | Acquisti        | Acquisti |
| R.       | Nome                | da              | Modalità |
| -------- | ------------------- | --------------- | -------- |
| A        | Melvin Platje       | Brest           |          |
| C        | Stefan Wannenwetsch | Ingolstadt 04   |          |
| C        | Ronny Garbuschewski | Energie Cottbus |          |

| Cessioni | Cessioni      | Cessioni          | Cessioni |
| R.       | Nome          | a                 | Modalità |
| -------- | ------------- | ----------------- | -------- |
| D        | Lukas Scherff | Schönberg         |          |
| C        | José Ikeng    | Kickers Stoccarda |          |

## Risultati

### 3. Liga

#### Girone di andata
| Arbitro: | Siewer |

|                   |           |                           |
| Bickel 41’ (rig.) | Marcatori | 57’ Grillitsch 60’ Manneh |

| Arbitro: | Storks |

|                 |           |             |
| Fink 47’ (rig.) | Marcatori | 49’ Jänicke |

| Arbitro: | Günsch |

|                                            |           |                             |
| Jänicke 22’, 36’ Perstaller 38’ Bickel 61’ | Marcatori | 7’ (aut.) Ikeng 40’ Pazurek |

| Arbitro: | Sather |

|  |           |           |
|  | Marcatori | 50’ Dorda |

| Arbitro: | Badstübner |

|  |           |           |
|  | Marcatori | 52’ Berko |

| Arbitro: | Welz |

|                  |           |               |
| Ojala 41’ (rig.) | Marcatori | 21’ Gardawski |

| Aue-Bad Schlema 5 settembre 2015, ore 14:00 CEST 7ª giornata | Erzgebirge Aue | 0 – 0 referto | Hansa Rostock | Sparkassen-Erzgebirgsstadion (10 850 spett.)\| Arbitro: \| Drees \| |
| Arbitro:                                                     | Drees          |               |               |                                                                     |

| Arbitro: | Schröder |

|               |           |                 |
| Benyamina 65’ | Marcatori | 33’ Sukuta-Pasu |

| Kiel 19 settembre 2015, ore 14:00 CEST 9ª giornata | Holstein Kiel  | 0 – 0 referto | Hansa Rostock | Holstein-Stadion (7 691 spett.)\| Arbitro: \| Steinhaus-Webb \| |
| Arbitro:                                           | Steinhaus-Webb |               |               |                                                                 |

| Arbitro: | Jablonski |

|                     |           |                |
| Hainault 48’ (aut.) | Marcatori | 68’ Altiparmak |

| Wiesbaden 26 settembre 2015, ore 14:00 CEST 11ª giornata | Wehen Wiesbaden | 0 – 0 referto | Hansa Rostock | BRITA-Arena (3 179 spett.)\| Arbitro: \| Zorn \| |
| Arbitro:                                                 | Zorn            |               |               |                                                  |

| Arbitro: | Perl |

|           |           |                                            |
| Ikeng 89’ | Marcatori | 14’ Hartmann 75’ (aut.) Dorda 90’ Testroet |

| Arbitro: | Schwermer |

|              |           |             |
| Hoffmann 37’ | Marcatori | 51’ Jänicke |

| Arbitro: | Waschitzki-Günther |

|          |           |                           |
| Henn 68’ | Marcatori | 16’, 69’ Rühle 54’ Breier |

| Arbitro: | Hussein |

|                                             |           |             |
| Tashchy 62’ (rig.) Sama 68’ Kiesewetter 90’ | Marcatori | 59’ Andrist |

| Rostock 7 novembre 2015, ore 14:00 CET 16ª giornata | Hansa Rostock | 0 – 0 referto | Kickers Würzburg | Ostseestadion (9 050 spett.)\| Arbitro: \| Börner \| |
| Arbitro:                                            | Börner        |               |                  |                                                      |

| Arbitro: | Brand |

|                            |           |                                  |
| Kammlott 23’, 62’ Uzan 78’ | Marcatori | 5’ (rig.) Ahlschwede 67’ Jänicke |

| Arbitro: | Skorczyk |

|               |           |  |
| Benyamina 87’ | Marcatori |  |

| Arbitro: | Kampka |

|                        |           |  |
| Bertram 20’ Diring 50’ | Marcatori |  |

#### Girone di ritorno
| Arbitro: | Pfeifer |

|             |           |                      |
| Hilßner 74’ | Marcatori | 69’ (rig.) Benyamina |

| Arbitro: | Heft |

|                |           |  |
| Baumgarten 63’ | Marcatori |  |

| Arbitro: | Stark |

|                                                 |           |             |
| Biada 15’ Königs 16’, 20’ (rig.) Cauly 72’, 83’ | Marcatori | 44’ Jänicke |

| Rostock 30 gennaio 2016, ore 14:00 CET 23ª giornata | Hansa Rostock | 0 – 0 referto | Osnabrück | Ostseestadion (14 000 spett.)\| Arbitro: \| Cortus \| |
| Arbitro:                                            | Cortus        |               |           |                                                       |

| Arbitro: | Pfeifer |

|                                  |           |  |
| Baumgärtel 11’ (rig.) Nebihi 65’ | Marcatori |  |

| Arbitro: | Jöllenbeck |

|                      |           |  |
| Ziemer 12’, 73’, 85’ | Marcatori |  |

| Arbitro: | Ittrich |

|  |           |                      |
|  | Marcatori | 18’ Adler 51’ Wegner |

| Arbitro: | Badstübner |

|  |           |            |
|  | Marcatori | 7’ Andrist |

| Arbitro: | Schult |

|             |           |  |
| Erdmann 41’ | Marcatori |  |

| Arbitro: | Schriever |

|                                                     |           |            |
| Sowislo 24’, 90’ (rig.) Farrona-Pulido 39’ Beck 76’ | Marcatori | 42’ Kofler |

| Arbitro: | Schlager |

|                                        |           |  |
| Platje 22’ Ziemer 55’, 58’ Andrist 83’ | Marcatori |  |

| Arbitro: | Weiner |

|                        |           |                                    |
| Eilers 28’ Andrich 87’ | Marcatori | 82’ (aut.) Hartmann 90’ Ahlschwede |

| Rostock 2 aprile 2016, ore 14:00 CEST 32ª giornata | Hansa Rostock | 0 – 0 referto | Preußen Münster | Ostseestadion (12 700 spett.)\| Arbitro: \| Huber \| |
| Arbitro:                                           | Huber         |               |                 |                                                      |

| Arbitro: | Sather |

|  |           |              |
|  | Marcatori | 39’ Hoffmann |

| Arbitro: | Steinhaus-Webb |

|                  |           |  |
| Andrist 28’, 52’ | Marcatori |  |

| Arbitro: | Alt |

|                  |           |                |
| Soriano 23’, 32’ | Marcatori | 78’ Ahlschwede |

| Arbitro: | Gerach |

|                                        |           |                  |
| Andrist 7’ Möckel 9’ (aut.) Ziemer 53’ | Marcatori | 26’ (aut.) Dorda |

| Arbitro: | Schriever |

|                                               |           |  |
| Höler 32’ Saller 60’ Parker 62’ Derstroff 74’ | Marcatori |  |

| Arbitro: | Mix |

|                                   |           |            |
| Andrist 8’ Hoffmann 57’ Ülker 90’ | Marcatori | 2’ Aydemir |

### Coppa di Germania
| Arbitro: | Jablonski |

|                                        |                      |                                  |
| Jänicke Ahlschwede Ziemer Bickel Ikeng | Tiri di rigore 4 – 5 | Löwe Halfar Przybyłko Vučur Karl |

## Statistiche

### Statistiche di squadra
| Competizione      | Punti | In casa | In casa | In casa | In casa | In casa | In casa | In trasferta | In trasferta | In trasferta | In trasferta | In trasferta | In trasferta | Totale | Totale | Totale | Totale | Totale | Totale | DR |
| Competizione      | Punti | G       | V       | N       | P       | Gf      | Gs      | G            | V            | N            | P            | Gf           | Gs           | G      | V      | N      | P      | Gf     | Gs     | DR |
| ----------------- | ----- | ------- | ------- | ------- | ------- | ------- | ------- | ------------ | ------------ | ------------ | ------------ | ------------ | ------------ | ------ | ------ | ------ | ------ | ------ | ------ | -- |
| 3. Liga           | 49    | 19      | 9       | 5       | 5       | 27      | 17      | 19           | 3            | 8            | 8            | 15           | 31           | 38     | 12     | 13     | 13     | 42     | 48     | -6 |
| Coppa di Germania | -     | 1       | 0       | 1       | 0       | 0       | 0       | 0            | 0            | 0            | 0            | 0            | 0            | 1      | 0      | 1      | 0      | 0      | 0      | 0  |
| Totale            | 49    | 20      | 9       | 6       | 5       | 27      | 17      | 19           | 3            | 8            | 8            | 15           | 31           | 39     | 12     | 14     | 13     | 42     | 48     | -6 |

### Andamento in campionato
| Giornata  | 1  | 2  | 3 | 4 | 5 | 6  | 7  | 8  | 9 | 10 | 11 | 12 | 13 | 14 | 15 | 16 | 17 | 18 | 19 | 20 | 21 | 22 | 23 | 24 | 25 | 26 | 27 | 28 | 29 | 30 | 31 | 32 | 33 | 34 | 35 | 36 | 37 | 38 |
| --------- | -- | -- | - | - | - | -- | -- | -- | - | -- | -- | -- | -- | -- | -- | -- | -- | -- | -- | -- | -- | -- | -- | -- | -- | -- | -- | -- | -- | -- | -- | -- | -- | -- | -- | -- | -- | -- |
| Luogo     | C  | T  | C | T | C | T  | T  | C  | T | C  | T  | C  | T  | C  | T  | C  | T  | C  | T  | T  | C  | T  | C  | T  | C  | C  | T  | C  | T  | C  | T  | C  | T  | C  | T  | C  | T  | C  |
| Risultato | P  | N  | V | V | P | N  | N  | N  | N | N  | N  | P  | N  | P  | P  | N  | P  | V  | P  | N  | V  | P  | N  | P  | V  | P  | V  | V  | P  | V  | N  | N  | V  | V  | P  | V  | P  | V  |
| Posizione | 15 | 15 | 9 | 4 | 8 | 10 | 10 | 11 | 9 | 11 | 11 | 15 | 15 | 16 | 19 | 19 | 19 | 17 | 18 | 18 | 16 | 18 | 18 | 18 | 18 | 18 | 17 | 14 | 16 | 14 | 14 | 15 | 14 | 11 | 13 | 11 | 12 | 10 |

Legenda:

Luogo: C = Casa; T = Trasferta. Risultato: V = Vittoria; N = Pareggio; P = Sconfitta.

### Statistiche dei giocatori
| Giocatore        | 3. Liga  | 3. Liga | 3. Liga     | 3. Liga    | Coppa di Germania | Coppa di Germania | Coppa di Germania | Coppa di Germania | Totale   | Totale | Totale      | Totale     |
| Giocatore        | Presenze | Reti    | Ammonizioni | Espulsioni | Presenze          | Reti              | Ammonizioni       | Espulsioni        | Presenze | Reti   | Ammonizioni | Espulsioni |
| ---------------- | -------- | ------- | ----------- | ---------- | ----------------- | ----------------- | ----------------- | ----------------- | -------- | ------ | ----------- | ---------- |
| M. Ahlschwede    | 35       | 3       | 3           | 0          | 1                 | 0                 | 0                 | 0                 | 36       | 3      | 3           | 0          |
| S. Andrist       | 30       | 7       | 4           | 0          | 0                 | 0                 | 0                 | 0                 | 30       | 7      | 4           | 0          |
| M. Baumgarten    | 13       | 1       | 3           | 0          | 0                 | 0                 | 0                 | 0                 | 13       | 1      | 3           | 0          |
| S. Benyamina     | 15       | 3       | 2           | 0          | 0                 | 0                 | 0                 | 0                 | 15       | 3      | 2           | 0          |
| C. Bickel        | 3        | 2       | 1           | 0          | 1                 | 0                 | 0                 | 0                 | 4        | 2      | 1           | 0          |
| E. Birkholz      | 0        | 0       | 0           | 0          | 0                 | 0                 | 0                 | 0                 | 0        | 0      | 0           | 0          |
| J. Brinkies      | 1        | 0       | 0           | 0          | 0                 | 0                 | 0                 | 0                 | 1        | 0      | 0           | 0          |
| C. Dorda         | 24       | 1       | 3           | 0          | 1                 | 0                 | 1                 | 0                 | 25       | 1      | 4           | 0          |
| D. Erdmann       | 32       | 1       | 15          | 1          | 1                 | 0                 | 1                 | 0                 | 33       | 1      | 16          | 1          |
| F. Esdorf        | 5        | 0       | 0           | 0          | 0                 | 0                 | 0                 | 0                 | 5        | 0      | 0           | 0          |
| R. Garbuschewski | 15       | 0       | 3           | 0          | 0                 | 0                 | 0                 | 0                 | 15       | 0      | 3           | 0          |
| M. Gardawski     | 36       | 1       | 12          | 0          | 1                 | 0                 | 1                 | 0                 | 37       | 1      | 13          | 0          |
| M. Gottschling   | 20       | 0       | 2           | 1          | 1                 | 0                 | 0                 | 0                 | 21       | 0      | 2           | 1          |
| T. Grupe         | 7        | 0       | 0           | 0          | 1                 | 0                 | 0                 | 0                 | 8        | 0      | 0           | 0          |
| M. Gröger        | 2        | 0       | 0           | 0          | 0                 | 0                 | 0                 | 0                 | 2        | 0      | 0           | 0          |
| M. Henn          | 34       | 1       | 7           | 0          | 1                 | 0                 | 0                 | 0                 | 35       | 1      | 7           | 0          |
| M. Hoffmann      | 26       | 2       | 1           | 0          | 0                 | 0                 | 0                 | 0                 | 26       | 2      | 1           | 0          |
| J. Ikeng         | 15       | 1       | 0           | 0          | 1                 | 0                 | 0                 | 0                 | 16       | 1      | 0           | 0          |
| T. Jänicke       | 32       | 6       | 10          | 0          | 1                 | 0                 | 1                 | 0                 | 33       | 6      | 11          | 0          |
| M. Kofler        | 28       | 1       | 10          | 2          | 1                 | 0                 | 1                 | 0                 | 29       | 1      | 11          | 2          |
| J. Perstaller    | 23       | 1       | 2           | 0          | 1                 | 0                 | 0                 | 0                 | 24       | 1      | 2           | 0          |
| M. Platje        | 13       | 1       | 1           | 0          | 0                 | 0                 | 0                 | 0                 | 13       | 1      | 1           | 0          |
| L. Scherff       | 0        | 0       | 0           | 0          | 0                 | 0                 | 0                 | 0                 | 0        | 0      | 0           | 0          |
| R. Schröder      | 0        | 0       | 0           | 0          | 0                 | 0                 | 0                 | 0                 | 0        | 0      | 0           | 0          |
| M. Schuhen       | 37       | 0       | 2           | 0          | 1                 | 0                 | 0                 | 0                 | 38       | 0      | 2           | 0          |
| K. Schwertfeger  | 12       | 0       | 2           | 0          | 0                 | 0                 | 0                 | 0                 | 12       | 0      | 2           | 0          |
| A. Stevanović    | 2        | 0       | 0           | 0          | 0                 | 0                 | 0                 | 0                 | 2        | 0      | 0           | 0          |
| S. Wannenwetsch  | 12       | 0       | 3           | 1          | 0                 | 0                 | 0                 | 0                 | 12       | 0      | 3           | 1          |
| C. Youssef       | 6        | 0       | 0           | 0          | 0                 | 0                 | 0                 | 0                 | 6        | 0      | 0           | 0          |
| M. Ziemer        | 20       | 6       | 7           | 0          | 1                 | 0                 | 1                 | 0                 | 21       | 6      | 8           | 0          |
| H. Ülker         | 7        | 1       | 0           | 0          | 0                 | 0                 | 0                 | 0                 | 7        | 1      | 0           | 0          |
| M. Łukowicz      | 14       | 0       | 1           | 0          | 0                 | 0                 | 0                 | 0                 | 14       | 0      | 1           | 0          |